# Gabriel Zakuani
Gabriel Abdala Zakuani, né le 31 mai 1986 à Kinshasa est un footballeur congolais. Il évolue au poste de défenseur à Gillingham. Son frère, Steve Zakuani, est également footballeur.

## Carrière en club

### Leyton Orient
Né à Kinshasa, Gabriel et sa famille partent en Angleterre alors qu'il a neuf ans. Là-bas, il s'installeront dans une banlieue mal famée de Londres. Il est détecté par le club de Leyton Orient Football Club après deux saisons chez les jeunes, il fait ses débuts à 16 ans seulement en championnat contre Bury en mai 2003. Lors des saisons 2004-2005 et 2005-2006, il devient un titulaire régulier.

### Fulham
Après d'excellentes saisons, Gabriel signe à Fulham en juin 2006. En trois ans, il n'est pratiquement jamais utilisé en championnat après une blessure au genou et ne joue que des rencontres de coupes. Il est prêté à Stoke City pour emmagasiner de l'expérience.

### Stoke City
Il fait ses débuts en 2007 contre Derby County. Il s'imposera au début avant de perdre sa place en fin de saison. En fin de compte, il aura joué neuf matches pour Stoke.

### Peterborough
Aussitôt revenu à Fulham, il est de nouveau prêté, cette fois-ci à Peterborough United, en seconde division. Là-bas, la confiance de l'entraîneur lui est accordée. Il fera 32 apparitions dans l'équipe première et marquera un but de la tête sur un corner. Lors de la saison 2009-2010, malgré une bonne saison personnelle, son club sera relégué en 3e division.
Le 24 juin 2011, il signe une prolongation de contrat à Peterborough pour trois années supplémentaires. Il est nommé capitaine du club pour la saison 2012-2013. À la suite de la relégation du club en League One au terme de la saison, il demande à être placé sur la liste des transferts afin d'évoluer à un plus haut niveau.

### Northampton town
En 2016, il signe  pour Northampton Town, récemment promu en League One.

## Carrière internationale
Il fit ses débuts avec les Léopards le 21 août 2005 contre la Guinée. Il est régulièrement appelé pour défendre les couleurs de son pays sous Patrice Neveu, en restant toutefois sur le banc.
Mais après l'éviction de ce dernier au poste de sélectionneur, il est ignoré par Robert Nouzaret, malgré ses bonnes performances en club. En décembre 2012, il est rappelé pour la première fois depuis 2009 par Claude Le Roy dans sa pré-liste de 28 joueurs pour la CAN 2013.
En 2015, il est appelé par Florent Ibenge pour disputer la Coupe d'Afrique des nations 2015 ou la RD Congo termina 3e.

## Palmarès

### En sélection
- RD Congo
  - Coupe d'Afrique des nations :
    - Troisième : 2015.